# Вероника Борси
Вероника Борси (итал. Veronica Borsi; Брачиљано, 13. јул 1987) је италијанска атлетичарка
специјалиста за трке са препонама. Вишеструка је првакиња Италије на 60 метара са препонама у дворани и државна рекордерка.

## Биографија
Њен лични рекорд 13,05 постигнут 13. маја, 2012. у Монжерону, је 5. најбољи италијански резултат свих времена на 100 метара са препонама.
Дана 1. марта 2013, у полуфиналу трке на 60 метара са препонама на Европском првенству у дворани у Гетеборгу, постиже резултат 7,96 и поправља за једну секунду, италијански рекорд Карле Туци постигнут 1994.. Овим резултатом, постала је друга Италијанка, која је трчала ову дистанцу за мање од 8 седкунди. У финалној трци истог такмичења поправила је рекорд, за још две секунде и освојила бронзану медаљу.

## Прогресија резултата на крају сезоне
100 метара препоне
| Година | Резултат | Место          | Датум             | Светска ранг листа |
| ------ | -------- | -------------- | ----------------- | ------------------ |
| 2004   | 13,75    | Бресаноне      | 19. мај 2004      |                    |
| 2005   | 13,49    | Марсељ         | 7. август 2005    |                    |
| 2009   | 13,92    | Роверето       | 1. септембар 2009 |                    |
| 2010   | 13,37    | Озимо          | 10. јул 2010      | 141.               |
| 2011   | 13,08    | Рио де Жанеиро | 22. јул 2011      | = 71.              |
| 2012   | 13,05    | Монжерон       | 13. мај 2012      | 81.                |

## Лични рекорди
| Дисциплина    | Резултат  | Масто    | Датум        |
| ------------- | --------- | -------- | ------------ |
| 60 м препоне  | 7,94 (НР) | Гетеборг | 1. март 2013 |
| 100 м препоне | 13,05     | Монжерон | 13. мај 2012 |

## Значајнији резултати
| Година | Такмичење                    | Место    | Пласман    | Дисциплина    | Резултат | Белешка |
| ------ | ---------------------------- | -------- | ---------- | ------------- | -------- | ------- |
| 2011   | Летња универзијада           | Шенџен   | полуфинале | 100 м препоне | 13,56    | [ 2 ]   |
| 2012   | Светско првенство у дворани  | Истанбул | полуфинале | 60 м препоне  | 8,18     | ЛР      |
| 2013   | Европско првенство у дворани | Гетеборг |            | 60 м препоне  | 7,94     | НР      |